# Phyllostachys aureosulcata
Phyllostachys aureosulcata, бамбук жовтий, є видом бамбука, який походить із провінції Чжецзян у Китаї. Кучерявий бамбук з характерною жовтою смугою в борозенці (або борозні), який часто вирощують як декоративний.

## Опис

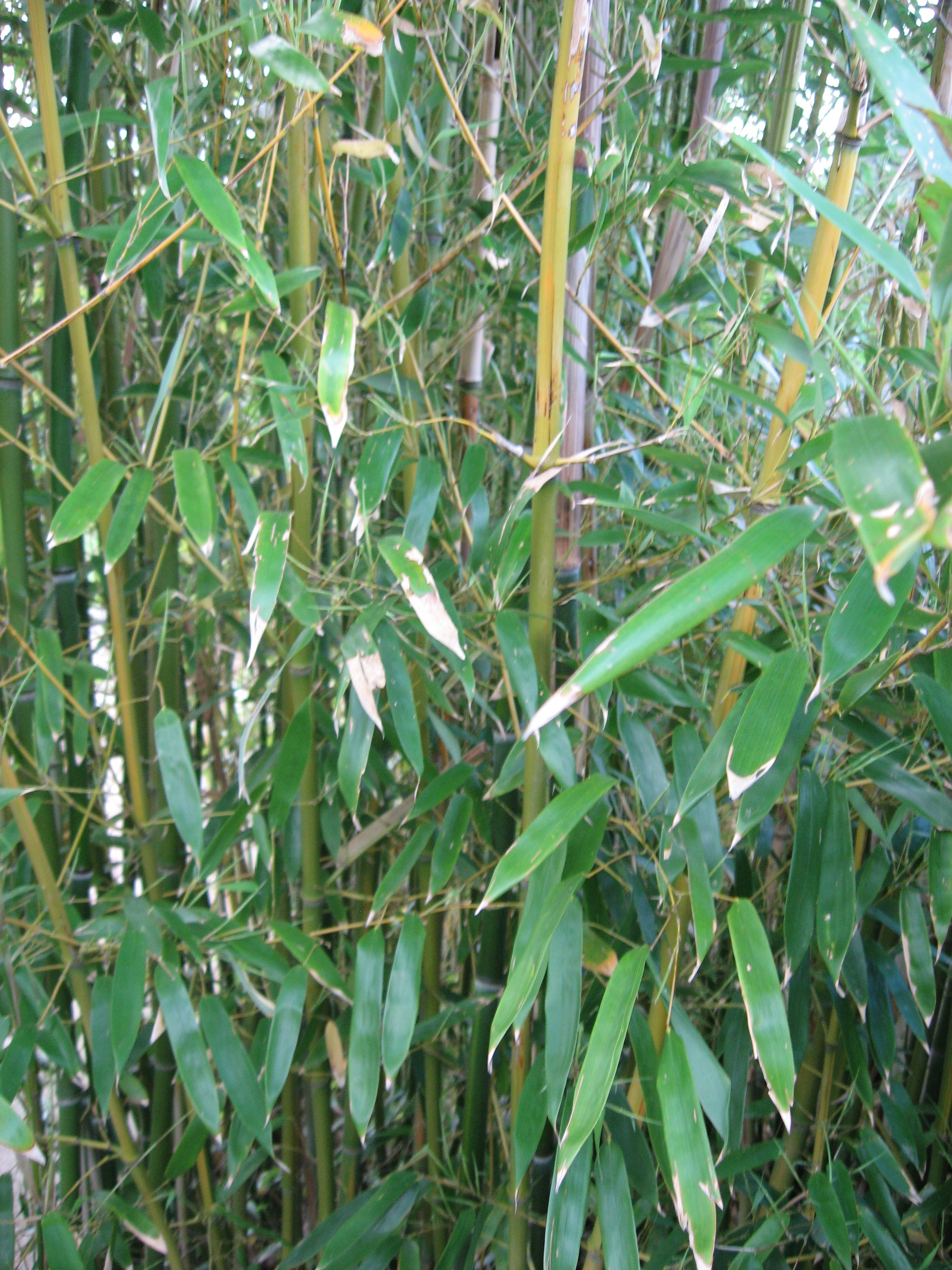
Листя P. aureosulcata

Цей бамбук може сягати висоти 9 метрів та діаметру стовбура 4 см. У регіонах, де середня зимова мінімальна температура вище -15°C він може досягати максимальної висоти 14 метрів і діаметром 6,5 см. Типовий сорт цього виду має темно-зелені стебла з жовтою борозенкою. Кольори стебля виглядають пурпурно-зеленими, зазвичай смугастий з жовтим. Нижні частини прямостоячих стебел іноді згинаються зигзагом.

## Розподіл
Будучи одним із найвитриваліших бамбуків роду Phyllostachys, ця рослина росте в районах від субтропічних до помірно теплих і переносить низькі зимові температури краще, ніж більшість бамбуків. За межами свого природного ареалу та в районах де середня температура найхолоднішого місяця нижче -4 °C, листя P. aureosulcata восени може ставати бежевим і опадати.
У районах із суворо холодними зимами (зона витривалості USDA 5 або нижче) у північних частинах США, північній Азії та північній Європі надземна частина відмирає щозими, в разі якщо температура залишатиметься нижче -18 °C протягом тривалого часу, але навесні стовбур знов відросте до 1,8-2,4 метрів.
Phyllostachys aureosulcata популярний у теплих районах Сполучених Штатів, Європи, Азії та деяких частинах Австралії. У Китаї вирощується і зустрічається у Пекіні і провінціях Хенань, Цзянсу і Чжецзян.

## Ім'я
Забарвлення стебла наштовхує бамбук на загальну назву «жовтий борознистий бамбук» і ботанічну назву aureosulcata. Повністю зелений сорт «Алата» також відомий як «бамбук з кривим стеблом» через його характерні вигини стебел, характерні для цього виду.

## Використання
Вирощується в основному як декоративний, крім того, цей вид також є одним із найкращих для виробництва їстівних пагонів, оскільки він не має різкого смаку навіть у сирому вигляді. Агресивне розповсюдження, його щільне вертикальне зростання є хорошою живою огорожею або екраном для конфіденційності.

### Сорти і форми

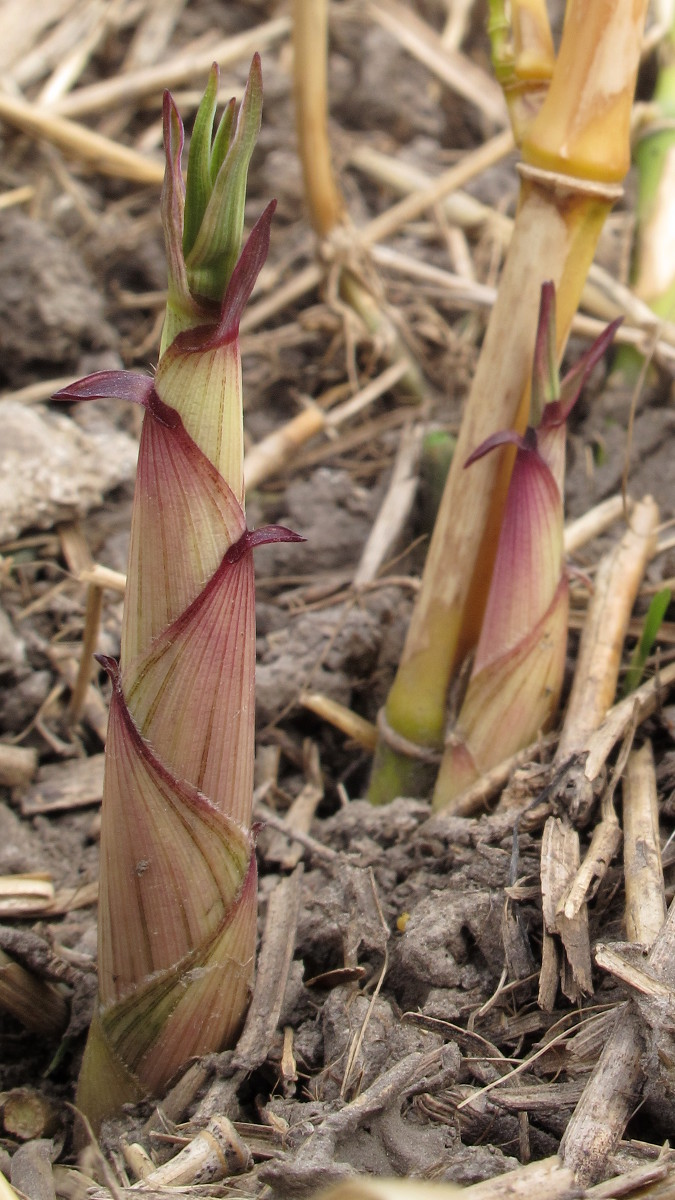
Молодий пагін Phyllostachys aureosulcata cv. «Храм Лами»

Кілька форм і сортів цього виду існують в різноманітних забарвленнях стебла. P. aureosulcata f. spectabilis змінив кольори типової форми з жовтими стеблами та зеленою борозною. Ця форма отримала нагороду Королівського садівничого товариства за садові заслуги. Форма aureocaulis має повністю жовті стебла, а сорт «Lama Temple» має стебла яскравого жовтого кольору, які швидше звужуються до меншої загальної висоти.  «Харбін» має зелені стебла з кількома вертикальними хребтами та хаоточними жовтими смугами. Стебла сорту «Harbin Inversa» жовті, з багатьма тонкими зеленими смугами, але не мають хребтів, характерних для «Харбіна». Вид spectabilis під назвою «Argus» має такі ж якості росту та кольору, як і spectabilis, але має додаткові зелені вертикальні смуги, розкидані по всьому колу кожного стебла. Повністю зелена форма «Alata» не має жовтого забарвлення стебла. Навесні на жовтих ділянках нових стеблей aureosulcata, які потрапляють під пряме сонячне світло в перші прохолодні години дня, може з’явитися червоний відтінок або пурпурний рум’янець, який зберігається протягом кількох місяців. 

## Положення
У штаті Нью-Йорк і Коннектикут діють правила, які забороняють Phyllostachys aureosulcata як інвазивний вид.